# Манавгат (водопад)
Водопадът Манавгат е водопад по река Манавгат близо до град Сиде, на 3 километра северно от град Манавгат, Турция.
Водопадът е с голяма ширина, но с малка височина – едва 4 метра, по която причина когато реката е по-пълноводна, водопадът може да е неразличим от нея.
Водопадът е популярна туристическа забележителност около курортния град Анталия и за достъпа до него се заплаща вход. Около водопада са оформени платформи за наблюдение, както и места за почивка и консумация.
В периода 1968-1983 година водопадът е изобразен на реверса на банкнотите от 5 турски лири.